# Zaajdariwka
Zaajdariwka (ukr. Заайдарівка) – wieś na Ukrainie, w obwodzie ługańskim, w rejonie starobielskim, w hromadzie Nowopskow. W 2001 liczyła 1516 mieszkańców, spośród których 1474 wskazało jako ojczysty język ukraiński, 109 rosyjski, 2 ormiański, a 1 inny.